# Turleque
Turleque è un comune spagnolo di 818 abitanti situato nella comunità autonoma di Castiglia-La Mancia.